# Copa de la Reina de Baloncesto 2011
La Copa de la Reina de Baloncesto 2011 corresponde a la 49.ª edición de dicho torneo. Se celebró entre el 8 y el 9 de enero de 2011 en el Pabellón Fuente de San Luis de Valencia. El campeón de Copa accede a disputar la Supercopa contra los campeones de Liga.

## Equipos clasificados
En esta temporada, la Copa se juega en Valencia, ejerciendo como anfitrión el Ros Casares Valencia, que participa junto a los tres mejores del resto de equipos al final de la primera vuelta de la Liga Femenina. El campeón se clasifica para la Copa Europea Femenina de la FIBA 2011-12.
| Pos. | Equipo                   | PJ | G  | P | PF   | PC  | DP   | Pts | Clasificación    |
| ---- | ------------------------ | -- | -- | - | ---- | --- | ---- | --- | ---------------- |
| 1    | Ros Casares Valencia (H) | 13 | 12 | 1 | 1031 | 702 | +329 | 25  | Cabezas de serie |
| 2    | Perfumerías Avenida      | 13 | 12 | 1 | 1007 | 805 | +202 | 25  | Cabezas de serie |
| 3    | Rivas Ecópolis           | 13 | 10 | 3 | 1043 | 865 | +178 | 23  |                  |
| 4    | Mann Filter Zaragoza     | 13 | 10 | 3 | 892  | 747 | +145 | 23  |                  |

 Fuente: Liga Femenina

## Desarrollo
La victoria de las madrileñas puso un tinte de color distinto a un torneo que durante el siglo XXI había tenido un claro dominio bipolar. Hay que remontarse a la edición de 2001 para encontrar a otro campeón que no fuera Valencia o Salamanca. Y todavía más atrás, a 2000, para que ninguno de los dos estuviera en la final.
Rivas extendió todavía más la maldición del anfitrión ganando la final al Ciudad Ros Casares en su campo. Desde la edición de 1995, en la que el Costa Naranja ganó en el mismo escenario del Pabellón de la Fuente de San Luis, poner la pista es sinónimo de ver a otro ganar en tu casa.
Rivas Ecópolis se convirtió en el 19º club distinto que gana la Copa de la Reina en las 49 ediciones que se han disputado hasta el momento.

## Fase final
|  | Semifinales          | Semifinales          | Semifinales    |                |                      | Final                | Final      | Final      |  |
|  | 8 de enero           | 8 de enero           | 8 de enero     |                |                      | 9 de enero           | 9 de enero | 9 de enero |  |
|  |                      |                      |                |                |                      |                      |            |            |  |
|  |                      |                      |                |                |                      |                      |            |            |  |
|  | Ros Casares Valencia | Ros Casares Valencia | 68             |                |                      |                      |            |            |  |
|  | Ros Casares Valencia | Ros Casares Valencia | 68             |                |                      |                      |            |            |  |
|  | Mann Filter Zaragoza | Mann Filter Zaragoza | 66             |                |                      |                      |            |            |  |
|  | Mann Filter Zaragoza | Mann Filter Zaragoza | 66             |                | Ros Casares Valencia | Ros Casares Valencia | 59         |            |  |
|  |                      |                      |                |                | Ros Casares Valencia | Ros Casares Valencia | 59         |            |  |
|  |                      |                      | Rivas Ecópolis | Rivas Ecópolis | 63                   |                      |            |            |  |
|  | Perfumerías Avenida  | Perfumerías Avenida  | Rivas Ecópolis | Rivas Ecópolis | 63                   | 76                   |            |            |  |
|  | Perfumerías Avenida  | Perfumerías Avenida  |                |                |                      | 76                   |            |            |  |
|  | Rivas Ecópolis       | Rivas Ecópolis       | 81             |                |                      |                      |            |            |  |
|  | Rivas Ecópolis       | Rivas Ecópolis       | 81             |                |                      |                      |            |            |  |
|  |                      |                      |                |                |                      |                      |            |            |  |

### Final
| 9 de enero de 2011 | Ros Casares Valencia                                                                                       | 59–63                                 | Rivas Ecópolis                                                                                | Valencia |  |
| 15:00              | Parciales: 18–12, 14–21, 17–19, 10–11                                                                      | Parciales: 18–12, 14–21, 17–19, 10–11 | Parciales: 18–12, 14–21, 17–19, 10–11                                                         | |  |
|                    | Estadísticas Rebekkah Brunson 15 Rebekkah Brunson 8 Marta Fernández, Kathryn Douglas 3 Rebekkah Brunson 20 | Reporte Pts Reb Asts Val              | Estadísticas DeWanna Bonner 21 DeWanna Bonner 10 Elisa Aguilar, Anna Cruz 3 DeWanna Bonner 24 | Pabellón: Pabellón Fuente de San Luis Asistencia: 4,800 espectadores Árbitros: Juan Manuel Uruñuela Uruñuela, José Pla Giménez |  |

| Ganadoras de la Copa de la Reina 2011 |
| ------------------------------------- |
| Rivas Ecópolis 1er título             |